# Monastère d'Aigües Vives
Le monastère Sainte-Marie d'Aigües Vives (en espagnol : Real Monasterio de Santa María de Aguas Vivas, en catalan : Reial Monestir de Santa Maria d'Aigües Vives) se trouve sur le territoire communal de Carcaixent, dans la province de Valence de la Communauté valencienne en Espagne.

## Présentation
Le bâtiment actuel a été construit au cours des XVIe et XVIIe siècles avec les styles gothique et baroque, tandis que l'aile Nord a été terminée au XVIIIe siècle. Le monastère a appartenu à l'ordre des Augustins; il gardait l'image de la Vierge d'Aigües Vives, patronne de la ville de Carcaixent.
Au milieu du XIXe siècle à la suite du désamortissement de Mendizábal, les moines durent quitter le couvent, qui est devenu la propriété des barons de Casanova, consacrée à l'habitat rural. En 1977, le monastère a été acquis et rénové pour être destiné à la résidence de l'hôtel. Actuellement, il est détenu par un homme d'affaires.